# Карпатско-Ужгородская операция
Карпатско-Ужгородская операция — фронтовая наступательная операция войск 4-го Украинского фронта в ходе Великой Отечественной войны, проводившаяся 9 сентября — 28 октября 1944 года с целью освобождения территории Подкарпатской Руси Чехословакии от немецко-венгерских войск. Составная часть Восточно-Карпатской стратегической операции.

## Предыстория и задачи операции
29 августа 1944 года в Словакии началось восстание против профашистского правительства Словакии. Однако силы были неравны, вскоре фашисты начали теснить повстанцев. Словацкие повстанцы 31 августа обратились за помощью к правительству СССР. В связи с этим 2 сентября Ставка Верховного Главнокомандования приказала провести наступательную операцию силами левого фланга 1-го Украинского фронта (38-я армия) и 4-го Украинского фронта. Одновременно венгерский диктатор Миклош Хорти, под властью которого находилось Закарпатье, наблюдая за продвижением советских войск, искал пути выхода из войны.

## Планы сторон
Войскам 4-го Украинского фронта ставилась задача поддерживать действия 1-го Украинского фронта Маршала Советского Союза И. С. Конева, на который было возложено нанесение главного удара в Восточно-Карпатской операции (см. Карпатско-Дуклинская операция). 4-й Украинский фронт должен был преодолеть Восточные Карпаты и овладеть районом Мукачево, Ужгород, Чоп. Поскольку данные задачи были поставлены фронту внезапно, план операции был доложен командующим фронтом в Ставку только 13 сентября. До этого наступление развивалось по указанным непосредственно Ставкой направлениям, в расчете на внезапность для противника и действия в немецком тылу словацких войск и партизанских отрядов (Словацкое национальное восстание).

## Силы сторон

### РККА
- 4-й Украинский фронт. К началу операции войска 4-го Украинского фронта (командующий генерал-полковник, с 26 октября генерал армии И. Е. Петров) занимали рубеж Санок, Сколе, Красноильск. Численность войск фронта составляла 153 00 человек, 3 100 орудий, 184 танка.
  - 1-я гвардейская армия (генерал-полковник А. А. Гречко)
  - 18-я армия (генерал-лейтенант Е. П. Журавлёв)
  - 17-й гвардейский стрелковый корпус (командир генерал-майор А. И. Гастилович)
  - 8-я воздушная армия (командующий генерал-лейтенант В. Н. Жданов)

### Вермахт
Советским войскам противостояли часть войск 1-й немецкой танковой армии и 1-я венгерская армия (командующий генерал-полковник Бела Миклош фон Дальноки, с 16 октября — генерал-лейтенант Десё Ласло), объединённые в состав армейской группы «Хейнрици» под командованием генерал-полковника Готхарда Хейнрици (он же командующий 1-й танковой армией). В её составе насчитывалось 106 000 человек, 1790 орудий. Войска противника занимали сильную глубоко эшелонированную оборону.

## Ход операции
9 сентября из района Санок — Залуж перешла в наступление в направлении на Команьчу и на Русский перевал 1-я гвардейская армия. Преодолевая ожесточённое сопротивление противника, войска армии к 14 сентября прорвали его оборону на фронте до 30 километров и продвинулись в глубину до 15 километров. 20 сентября её соединения вступили на территорию Словакии. Это продвижение вызвало тревогу немецкого командования, спешно усилившего свою группировку — в полосе фронта было дополнительно введено в бой 8 дивизий. Этим силам удалось практически остановить продвижение фронта. Бои приняли затяжной характер.
Тем временем в полосе наступления 18-й армии советские войска смогли прорвать оборону противника и продвигались в направлении Ужокского и Верецкого перевалов. На южном фланге фронта 17-й гвардейский стрелковый корпус из района Делятина развивал наступление в направлении Ясини. Чередуя наступательные действия обеих армий, командующий фронтом сумел добиться пусть медленного, но настойчивого продвижения вперёд. К 30 сентября обе армии вышли на Главный Карпатский хребет, продвинувшись до 40 километров.
К 18 октября они овладели Русским, Ужокским, Верецким, Яблоницким и другими перевалами и продолжали наступление вниз по юго-западным и южным склонам Восточных Карпат. Тем не менее, главный успех был достигнут только благодаря действиям соседних фронтов, особенно 2-го Украинского фронта, который в ходе Дебреценской операции занял примыкающую к Карпатам часть Венгерской равнины, вышел в район юго-западнее Ужгорода и создал угрозу окружения обороняющимся в Восточных Карпатах войскам. Под этой угрозой армейская группа «Хейнрици» начала отступать.
На этом этапе операции командующий фронтом Петров сумел организовать преследование отходившего противника и сорвать его планомерный отход. Сбив части прикрытия, войска 4-го Украинского фронта вырвались в долину реки Тиса и стремительно продвинулись на восток до 100—150 километров. 26 октября был освобожден город Мукачево, 27 октября — Ужгород, 29 октября — Чоп. Дальнейшее наступление советских войск было приостановлено на рубеже западнее Команьчи — Снина ввиду усталости войск и поражения Словацкого национального восстания, в расчете на успех которого и была без достаточной подготовки начата Восточно-Карпатская операция.
В ходе операции войска 4-го Украинского фронта не выполнили в полном объёме поставленных перед ними задач. Но они смогли преодолеть труднодоступные районы Карпат и нанести тяжелый урон противнику. Особенно пострадала 1-я венгерская армия, оказавшаяся по существу полностью разгромленной. Была освобождена Подкарпатская Русь, часть Словакии, обеспечено прикрытие с севера советского наступления на Будапештском направлении.

## Потери сторон
Потери немецко-венгерских войск составили по советским данным до 60 000 человек убитыми и 28 000 взятыми в плен. Относительно советских потерь данные несколько противоречат друг другу: по данным Г. Ф. Кривошеева, потери войск фронта составили 64 197 человек, из которых 13 500 человек безвозвратными и 50 618 санитарными. По данным Военной энциклопедии издания 2005 года общие потери составили 56 800 человек, из которых 41 500 убитых и раненых, 1 800 пропавших без вести, 13 500 больными и обмороженными.